# گروس آیلت
گروس آیلت (به لاتین: Gros Islet) یک منطقهٔ مسکونی در سنت لوسیا است که در بخش گروس آیلت واقع شده‌است. گروس آیلت ۱۰۱٫۵۲۸ کیلومتر مربع مساحت و ۲۱٬۶۶۰ نفر جمعیت دارد و ۲ متر بالاتر از سطح دریا واقع شده‌است.